# Kolkraft i Danmark
Kolkraft i Danmark har historiskt varit av stor betydelse för dess energiförsörjning. Sedan 1990-talet har dess betydelse dock minskat drastiskt och 2025 är det bara Nordjyllandsværket som använder kol som huvudbränsle för el- och fjärrvärmeproduktion.
Under 1700-talet steg importen av stenkol från Storbritannien. Utvecklingen fortsatte under 1800-talet så importen i slutet av seklet var 45 gånger större än i dess början. Under 1890-talet kraftverken som producerade el från kol. I början av 1900-talet stod kol i olika former för över 80 % av landets energiförsörjning (bland annat orsakat av att landet har liten tillgång på andra energiformer var lätta att utvinna som t.ex. vattenkraft). Över tid kom denna att minska och andelen petroleumprodukter att öka så att den 1958 stod för något under hälften av energiförsörjningen Denna utvecklingen fortsatte och som mest stod petroleumprodukterna för 80 % av energiförsörjningen, men oljekrisen medförde en drastiskt ökad kolanvändning så att kol och petroleum i mitten av 1980-talet stod för en lika stor delar av energiförsörjningen.
Sedan mitten av 1990-talet har kolanvändningen minskat drastiskt.
Landet förband sig 2017 att tillsammans med 19 andra länder fasa ut kol ur elproduktionen senast 2030. Det fanns 2019 tre större kolkraftverk: Esbjerg-, Fyns- och Nordjyllandsverken. Både Esbjergværket och Fynsværket slutade elda kol 2024.